# Laureano Vallenilla Lanz (Politiker)
Laureano Vallenilla Lanz Planchart (* 6. August 1912 in Paris; † 31. August 1973 in St. Moritz) war ein venezolanischer Politiker.

## Werdegang
Vallenilla Lanz promovierte 1938 an der Universidad Central de Venezuela (UCV) im Fach Politikwissenschaften. In der Übergangsregierung von Präsident Marcos Pérez Jiménez war er ab Dezember 1952 Innenminister. In dieser Funktion baute er die repressiven Institutionen des Regimes aus. Nach dessen Sturz im Januar 1958 ging er in das politische Exil, zunächst nach Brasilien, in die Dominikanische Republik, nach Frankreich und schließlich in die Schweiz, wo er am 31. August 1973 in Saint Moritz starb.

## Ehrungen
- 1958: Großkreuz des Verdienstordens der Bundesrepublik Deutschland